# Кеурбоомсрів'єр (ПАР)
Кеурбоомсрів'єр (англ. Keurboomsrivier) — населений пункт в районі Еден, Західна Капська провінція, ПАР.
| Прапор ПАР | Це незавершена стаття про Південно-Африканську Республіку. Ви можете допомогти проєкту, виправивши або дописавши її. |

34°01′ пд. ш. 23°25′ сх. д. / 34.017° пд. ш. 23.417° сх. д.